# ناحیه ونج
وَنج یکی از ناحیه‌های ولایت خودمختار کوهستان بدخشان است که در شرق جمهوری تاجیکستان قرار دارد.
مرکز آن روستای ونج است که در کنارهٔ رود راخَرو قرار دارد.
ناحیهٔ ونج شش جماعت دارد:
1. ونج
2. ژاوید
3. راونَد
4. تیخَرو
5. یَزگلام

بزرگ‌ترین روستاهای ونج:
ونج •  پنجشنبه آباد •  تیخرو •  ژاوید •  راوند •  بونی •  اندربک
نقاط دیدنی:
قله اسماعیل سامانی •  یخچال فدجنکو •  دره راخرو •  دره یزگلام